# Ꙝ
Cette page contient des caractères spéciaux ou non latins. S’ils s’affichent mal (▯, ?, etc.), consultez la page d’aide Unicode.
Ꙝ (minuscule : ꙝ), appelé petit yousse fermé yodisé, est une lettre archaïque de l’alphabet cyrillique utilisée dans l’écriture de certains manuscrits slavons ou moyens bulgares (en).

## Représentations informatiques
Le petit yousse fermé yodisé peut être représenté avec les caractères Unicode suivants :
| formes    | représentations | chaînes de caractères | points de code | descriptions                                          |
| --------- | --------------- | --------------------- | -------------- | ----------------------------------------------------- |
| capitale  | Ꙝ               | Ꙝ                     | U+A65C         | lettre majuscule cyrillique petit yousse yodisé fermé |
| minuscule | ꙝ               | ꙝ                     | U+A65D         | lettre minuscule cyrillique petit yousse yodisé fermé |